# Хисс, Элджер
Элджер Хисс (англ. Alger Hiss; 11 ноября 1904, Балтимор — 15 ноября 1996, Нью-Йорк) — американский госслужащий, в 1948 году обвинённый в шпионаже в пользу СССР и осуждённый за лжесвидетельство в связи с этим обвинением в 1950 году. До привлечения к судебной ответственности и признания виновным в данном преступлении Хисс принимал участие в создании Организации Объединенных Наций в качестве представителя Госдепартамента США, а также сотрудника ООН. Впоследствии занимался лекторством и писал различные книги.

## Молодость и семья (1904—1929)
Элджер Хисс родился в Балтиморе, штат Мэриленд (США). У его родителей Мэри Лавинии (урожденной Хьюз) и Чарльза Элджера Хисса, было ещё четверо детей. Оба родителя были выходцами из зажиточных балтиморских семей, которые восходили корнями к середине восемнадцатого века. Прапрадед Хисса по отцовской линии эмигрировал из Германии в 1729 году, вступил в удачный брак и сменил свою фамилию с «Гессе» на «Хисс». Минни Хьюз получила образование в педагогическом университете и была активным членом общества в Балтиморе. Вскоре после вступления в брак в возрасте 24 лет, Чарльз Хисс вошел в мир бизнеса, устроившись на работу в фирме Daniel Miller and Co., которая занималась импортом галантерейных товаров. Чарльз преуспел, став исполнительным директором и акционером этой компании. Когда его брат Джон внезапно умер в возрасте 33 лет, Чарльз взял на себя ответственность за финансовое и эмоциональное состояние вдовы своего брата и шестерых детей в дополнение к своей собственной растущей семье. Чарльз также помог любимому брату своей жены Альберту Хьюзу устроиться на работу в фирме Daniel Miller. Вначале, Хьюз отличился и был назначен управляющим финансами фирмы, но затем оказался вовлечен в сложную коммерческую сделку и не смог выполнить финансовые обязательства, которые были частью совместного соглашения. Из соображений чести, Чарльз Хисс был вынужден уйти из фирмы и продать все свои акции, чтобы оплатить долги своего шурина. Это произошло в 1907 году, который также отметился значительной финансовой паникой. Родственники пытались найти ему работу, но эти попытки не были результативными. Впоследствии, Чарльз впал в серьезную депрессию и покончил с собой, перерезав горло бритвой. Минни, извлекая максимальную пользу из своего прежнего благосостояния и социального положения, отныне должна была полагаться на свое наследство и помощь со стороны членов семьи.
На момент смерти отца, Элджеру Хиссу было два года, а его брату Дональду — два месяца. Как было принято в те дни, им не сообщили об обстоятельствах смерти Чарльза Хисса. Когда соседи непреднамеренно сообщили об этом Элджеру спустя несколько лет, он вступил в конфликт со своим старшим братом Бозели, впоследствии рассказавшим Элджеру правду. Потрясенный Хисс решил посвятить всю оставшуюся жизнь восстановлению «доброго имени» семьи.
Раннее детство Хисса, наполненное активными играми с жившими рядом братьями и сестрами, не было несчастным — даже несмотря на то, что оно было омрачено меланхолией. При описании района Балтимора, в котором жили Элджер и его родственники, публицист Мюррей Кемптон использовал следующую фразу: «попытка в нищете сохранить аристократические привычки» . Однако Хисс, описывая материальное положения своей семьи в детстве, заявил, что оно было «скромным», но семья была «не очень бедной». Еще две трагедии произошли, после того, как Хиссу исполнилось двадцать лет и до наступления тридцати: его старший брат Босли умер от болезни Брайта, а сестра Мэри Энн покончила жизнь самоубийством.
Хисс научился разделять на категории и искать людей с авторитетом отца и матери. В школе он был популярным и мог похвастать высокой успеваемостью. Среднее общее образование он получил в Колледже Балтимора, а высшее — в Университете Джонса Хопкинса, где был признан своими однокурсниками «самым популярным студентом» и стал членом привилегированного студенческого общества «Фи Бета Каппа». В 1929 году Элджер получил диплом юриста в Гарвардской школе права, где являлся протеже будущего судьи Верховного суда США Феликса Франкфуртера. Во время обучения Хисса в Гарварде, состоялся ставший широко известным суд над анархистами Николой Сакко и Бартоломео Ванцетти, который закончился вынесением обвинительного приговора и казнью подсудимых. Как Франкфуртер, который написал книгу по этому делу, и многие видные либералы того времени, Хисс утверждал, что Сакко и Ванцетти были осуждены несправедливо.
В 1929 году Хисс женился на Присцилле Фэнслер Хобсон, которая была выпускницей Колледжа Брин-Мар и школьной учительницей. У Присциллы, ранее состоявшей в браке с Тайером Хобсоном, был трехлетний сын Тимоти. Хисс и Присцилла знали друг друга перед тем, как она вышла замуж за Хобсона. Хисс проработал год в качестве секретаря судьи Верховного суда Оливера Уэнделла Холмса-младшего, после чего устроился в бостонскую юридическую фирму Choate, Hall & Stewart; затем он перешел в нью-йоркскую юридическую фирму Cotton, Franklin, Wright & Gordon.

## Обвинение в шпионаже
Был обвинен в шпионаже на стороне СССР: 3 августа 1948 года бывший член Коммунистической партии США Уиттекер Чемберс дал показания под присягой перед Комиссией Палаты представителей Конгресса США по расследованию антиамериканской деятельности о том, что Хисс, занимая должность государственного служащего, является коммунистом. Во время дачи показаний перед HUAC Хисс, в свою очередь, категорически отрицал соответствующее обвинение. После того, как Чемберс сделал повторное заявление посредством общенационального радио, Хисс подал против него иск о защите чести и достоинства.
В ходе представления списка свидетелей сторон до суда, Чемберс предъявил новые улики, свидетельствовавшие в пользу того, что он и Хисс были вовлечены в шпионаж. Оба ранее отрицали это во время дачи показаний под присягой перед HUAC. Большое жюри федерального суда США предъявило в адрес Хисса обвинения по двум пунктам искового заявления в части лжесвидетельства. Чемберс сознался в совершении аналогичного преступления. Но являясь свидетелем, сотрудничающим со следствием, он в конечном итоге избежал привлечения к ответственности за совершение преступления. Хотя первопричиной предъявления обвинений в адрес Хисса была предполагаемое вовлечение его в шпионаж, судить Хисса за совершение данного преступления не представлялось возможным ввиду истечения срока исковой давности. После судебного процесса, в ходе которого состав присяжных не пришёл к единому мнению, Хисс повторно оказался под судом. В январе 1950 года он был признан виновным по обвинению в лжесвидетельстве и получил два приговора о тюремном заключении в течение пятилетнего срока, которые должен был отбыть одновременно. В конечном итоге из положенного срока он отбыл три с половиной года. Хисс не признал себя виновным и настаивал на своей невиновности до самой смерти.
Аргументы по данному делу и обоснованность вердикта вышли на передний план в ходе более широких дебатов о холодной войне, маккартизме и масштабах шпионажа СССР в США. После оглашения обвинительного приговора Хиссу появились дополнительные аргументы для диспута: заявления вовлечённых сторон и вновь обнародованные доказательства. Писатель Энтони Саммерс утверждал, что, поскольку многие соответствующие судебные архивы и материалы всё ещё недоступны, не утихающие споры вокруг Хисса будут продолжаться. В 2001 году собкор The New York Times Джеймс Баррон указал на «растущий консенсус в части того, что Хисс, скорее всего, был советским агентом».

## Дальнейшее чтение

### Книги
- Brady, Joan (2015). America’s Dreyfus: The Case Nixon Rigged. London, UK: Skyscraper Publications.
- Chambers, Whittaker. Witness (неопр.). — Random House, 1952. — ISBN 0-89526-571-0.
- Cook, Fred J (1957). The Unfinished Story of Alger Hiss. New York: William Morrow.
- Cooke, Alistair[англ.]. A Generation on Trial: USA v. Alger Hiss (неопр.). — Greenwood Press, 1950. — ISBN 0-313-23373-X.
- Gentry, Curt. J. Edgar Hoover: The Man and The Secrets. New York: W. W. Norton, 1991.
- Hartshorn, Lewis. Alger Hiss, Whittaker Chambers and the Case That Ignited McCarthyism. Jefferson, North Carolina: McFarland, 2013.
- Haynes, John Earl[англ.]; Klehr, Harvey[англ.]; Vassiliev, Alexander. Spies: The Rise and Fall of the KGB in America (англ.). — New Haven: Yale University Press, 2009. — ISBN 978-0-300-12390-6.
- Hiss, Alger. In the Court of Public Opinion (неопр.). — Harper Collins, 1957. — ISBN 0-06-090293-0.
- Hiss, Alger. Recollections of a Life (неопр.). — Little Brown & Co, 1988. — ISBN 1-55970-024-6.
- Hiss, Tony. The View from Alger's Window: A Son's Memoir (англ.). — Alfred E. Knopf, 1999. — ISBN 0-375-40127-X.
- Jacoby, Susan (2009). Alger Hiss and the Battle for History. New Haven: Yale University Press.
- Jowitt, William (The Earl Jowitt)[англ.]. The Strange Case of Alger Hiss (неопр.). — Hodder and Stoughton[англ.], 1953.
- Levitt, Morton and Michael Levitt (1979). A Tissue Of Lies: Nixon Vs. Hiss. New York: McGraw Hill.
- Lowenthal, David. «Academic Freedom: The Hiss Case Yields a Noteworthy Victory». American Historical Association Perspectives (May 2004): 23-26.
- Moore, William Howard. (1987) Two Foolish Men: The True Story of the Friendship Between Alger Hiss and Whittaker Chambers. Moorup
- Smith, John Chalbot (1976). Alger Hiss: The True Story. New York, Holt Rinehart Winston.
- Summers, Anthony (2000). The Arrogance of Power: The Secret World of Richard Nixon. Penguin-Putnam Inc. ISBN 0-670-87151-6.
- Swan, Patrick (Editor). Alger Hiss, Whittaker Chambers, and the Schism in the American Soul (англ.). — ISI Books, 2003. — ISBN 1-882926-91-9.
- Tanenhaus, Sam[англ.]. Whittaker Chambers: A Biography (неопр.). — Modern Library[англ.], 1998. — ISBN 0-375-75145-9.
- Theoharis, Athan (Editor)[англ.]. Beyond the Hiss Case: The FBI, Congress, and the Cold War (англ.). — Temple University Press[англ.], 1982. — ISBN 0-87722-241-X.
- Weinstein, Allen[англ.]. Perjury: The Hiss-Chambers Case[англ.] (неопр.). — 2d rev.. — Knopf, 1997. — ISBN 0-394-49546-2.
- Weinstein, Allen; Vassiliev, Alexander. The Haunted Wood: Soviet Espionage in America—The Stalin Era (англ.). — Modern Library[англ.], 1999. — ISBN 0-375-75536-5.
- White, G. Edward. Alger Hiss's Looking-Glass Wars: The Covert Life of a Soviet Spy (англ.). — Oxford University Press, 2005. — ISBN 0-19-518255-3.
- Хисс Алджер // Иванян Э. А. Энциклопедия российско-американских отношений. XVIII—XX века. — Москва: Международные отношения, 2001. — 696 с. — ISBN 5-7133-1045-0.

### Неопубликованные материалы
- Vassiliev, Alexander. Black Notebook [Translated]. Дата обращения: 31 августа 2009. Архивировано 11 июля 2010 года.
- Vassiliev, Alexander. White Notebook #3 [Translated]. Дата обращения: 31 августа 2009. Архивировано 11 июля 2010 года.
- Vassiliev, Alexander. Yellow Notebook #2 [Translated]. Дата обращения: 31 августа 2009. Архивировано 11 июля 2010 года.